# Liste der Stolpersteine in Hamburg-Volksdorf
Die Liste der Stolpersteine in Hamburg-Volksdorf enthält alle Stolpersteine, die im Rahmen des gleichnamigen Kunst-Projekts von Gunter Demnig in Hamburg-Volksdorf verlegt wurden. Mit ihnen soll Opfern des Nationalsozialismus gedacht werden, die in Hamburg-Volksdorf lebten und wirkten.
Diese Seite ist Teil der Liste der Stolpersteine in Hamburg, da diese mit insgesamt 7139 (Stand: März 2025) Steinen zu groß würde und deshalb je Stadtteil, in dem Steine verlegt wurden, eine eigene Seite angelegt wurde.
| Adresse                    | Person(en)            | Inschrift | Bilder                                 | Anmerkung |
| -------------------------- | --------------------- | --- | -------------------------------------- | --- |
| Buckhorn 8 ·               | Johannes Schult       | Hier wohnte Johannes Schult Jg. 1884 im Widerstand/SPD verhaftet 20.8.1944 ‚Aktion Gewitter‘ Gefängnis Fuhlsbüttel entlassen 18.9.1944                           | Stolperstein für Johannes Schult       | Eintrag auf stolpersteine-hamburg.de |
| Farmsener Landstraße 181 · | Johannes Prassek      | Johannes Prassek Priester Jg. 1911 verhaftet 18.5.1942 Burggefängnis Lübeck ‚Feindbegünstigung‘ enthauptet 10.11.1943 Gefängnis Holstenglacis                    | Stolperstein für Johannes Prassek      | Eintrag auf stolpersteine-hamburg.de Weitere Stolpersteine befindet sich in Hamburg-Neustadt und Osnabrück.                                                                                                |
| Horstlooge 35 ·            | Gella Streim          | Hier wohnte Gella Streim Jg. 1881 deportiert 1941 Łodz ??? | Stolperstein für Gella Streim          | Eintrag auf stolpersteine-hamburg.de |
| Horstlooge 35 ·            | Clara Tuch geb. Levie | Hier wohnte Clara Tuch geb. Levie Jg. 1875 deportiert 1942 Theresienstadt 1942 Minsk ???                                                                         | Stolperstein für Clara Tuch geb. Levie | Eintrag auf stolpersteine-hamburg.de Ein weiterer Stolperstein befindet sich in Hamburg-Billbrook. |
| Horstlooge 35 ·            | Theodor Tuch          | Hier wohnte Dr. Theodor Tuch Jg. 1865 deportiert 1942 Theresienstadt 1942 Minsk ???                                                                              | Stolperstein für Dr. Theodor Tuch      | Eintrag auf stolpersteine-hamburg.de Ein weiterer Stolperstein befindet sich in Hamburg-Billbrook. |
| Horstlooge 35 ·            | Gustav Jordan         | Hier wohnte Gustav Jordan Jg. 1869 deportiert 1942 Theresienstadt 1942 Minsk ???                                                                                 | Stolperstein für Gustav Jordan         | Eintrag auf stolpersteine-hamburg.de |
| Im Allhorn 45 ·            | Herbert Pincus        | Hier lernte Herbert Pincus Jg. 1920 deportiert 1943 verschollen in Minsk                                                                                         | Stolperstein für Herbert Pincus        | Eintrag auf stolpersteine-hamburg.de (mit Deportationsjahr 1941) Stolperstein liegt auf dem Schulgelände hinter dem Eingang Im Allhorn 45 Ein weiterer Stolperstein befindet sich in Hamburg-Harvestehude. |
| Im Alten Dorfe 61 ·        | Robert Liebermann     | Hier lebte Robert Liebermann Jg. 1883 gedemütigt/entrechtet vertrieben 1941 überlebt                                                                             | Stolperstein für Robert Liebermann     | Eintrag auf stolpersteine-hamburg.de Stolperstein liegt auf dem Gehweg links von der Einfahrt zum Grundstück                                                                                               |
| Lerchenberg 18/20 ·        | Karl Janssen          | Hier wohnte Karl Janssen Jg. 1910 seit 1915 verschiedene Heilanstalten 'verlegt' 22.4.1941 Heilanstalt Lüneburg Überdosis Schlafmittel verabreicht tot 24.9.1941 | Stolperstein für Karl Janssen          | Eintrag auf stolpersteine-hamburg.de |
| Mellenbergweg 55 ·         | Max Fraenkel          | Hier wohnte Dr. Max Fraenkel Jg. 1882 Freitod 21.03.1938 | Stolperstein für Dr. Max Fraenkel      | Eintrag auf stolpersteine-hamburg.de Stolperstein liegt links der Einfahrt Weitere Stolpersteine befinden sich in Hamburg-Neustadt                                                                         |
| Wulfsdorfer Weg 79 ·       | Alfred Schär          | Hier wohnte Alfred Schär Jg. 1887 inhaftiert KZ Fuhlsbüttel ermordet 13.7.1937                                                                                   | Stolperstein für Alfred Schär          | Eintrag auf stolpersteine-hamburg.de |
| Wulfsdorfer Weg 139 ·      | Gertrud Schmidt       | Hier wohnte Gertrud Schmidt Jg. 1901 seit 1921 mehrere Heilanstalten ‚verlegt‘ 23.9.1941 Heilanstalt Eichberg ermordet 20.10.1941                                |                                        | Eintrag auf stolpersteine-hamburg.de |